# Holloceratognathus passaliformis
Holloceratognathus passaliformis is een keversoort uit de familie vliegende herten (Lucanidae). De wetenschappelijke naam van de soort is voor het eerst geldig gepubliceerd in 1962 door Holloway.